# Alexandre Schaumasse
Alexandre Schaumasse, född 1882 i Saint-Quay-Portrieux, död 1958 i Nice, var en fransk astronom. Han deltog i första världskriget och skadades svårt.
Han var verksam vid Nice observaroriet.
Han upptäckte den periodiska kometen 24P/Schaumasse och de båda icke periodiska kometerna C/1913 J1 (Schaumasse) och C/1917 H1 (Schaumasse).
Minor Planet Center listar honom även som upptäckare av 2 asteroider.
Asteroiden 1797 Schaumasse är uppkallad efter honom.

## Asteroider upptäckta av Alexandre Schaumasse
| 971 Alsatia   | 23 november 1921 |
| 1114 Lorraine | 17 november 1928 |